# Kōichi Yamamoto
Pour les articles homonymes, voir Yamamoto.
Kōichi Yamamoto (山本 公一, Yamamoto Kōichi) est un homme politique japonais né le 4 septembre 1947 à Uwajima et mort le 31 octobre 2023. Membre du Parti libéral-démocrate, il est ministre de l'Environnement du 3 août 2016 au 3 août 2017.

## Décoration
- Grand cordon de l'ordre du Soleil levant